# GNOME Evolution
El GNOME Evolution (anteriorment conegut com a Novell Evolution) és un gestor lliure d'informació personal i de treball en grup per a GNOME, desenvolupat originalment per Ximian ara és part oficial de l'escriptori de GNOME. Combina administració de correu electrònic, calendari, agenda i llista de tasques.
La seva interfície gràfica i funcionalitat s'assembla a l'aplicació Microsoft Outlook.
El GNOME Evolution pot opcionalment connectar-se a servidors Microsoft Exchange utilitzant la seva interfície web i un afegit conegut amb el nom de Connector.
Durant l'any 2004, la companyia Novell va adquirir Ximian.

## Característiques
El GNOME Evolution inclou algunes característiques com:
- Connectivitat integrada amb Novell GroupWise.
- Connectivitat integrada amb Microsoft Exchange.
- Millores en el tractament dels comptes de correu IMAP.
- Millores en el calendari que incorpora.
- Capacitat per a S/MIME.
- Administració de contactes.
- Integració amb Gaim.
- Millor interacció amb l'escriptori GNOME.